# Gianni Meccia
Giovanni « Gianni » Meccia, né à Ferrare le 2 juin 1931 et mort le 9 avril 2024, est un acteur, compositeur et chanteur italien. Il est généralement associé à Jimmy Fontana.

## Filmographie

### Acteur
- 1959 : L'amore difficile (Sole magico di luglio) Nel blu dipinto di blu (1959)
- 1959 : I ragazzi del Juke-Box
- 1960 : Urlatori alla sbarra
- 1961 : Io bacio... tu baci
- 1962 : Diciottenni al sole de Camillo Mastrocinque
- 1963 : Canzoni in... bikini
- 19G9 : Djurado

## Compositeur
- 1961 : La ragazza con la valigia (Folle banderuola)
- 1961 : Io bacio... tu baci (Diavolo, Patatina)
- 1973 : L'amore difficile (Sole magico di luglio) dans Sentivano… uno strano, eccitante, pericoloso puzzo di dollari

## Chanteur
- 1961 : Io bacio... tu baci (Patatina et Cha cha cha dell'impiccato)
- 1962 : L'amore difficile (Sole magico di luglio)